# 長井幸夫
長井 幸夫（ながい ゆきお、1945年1月23日 - ）は、日本の実業家。東京都出身。オエノンホールディングス株式会社代表取締役会長・元代表取締役社長。合同酒精株式会社取締役会長・元代表取締役社長。

## 人物
東京都出身。1968年、上智大学法学部卒業後、同年7月、雪印乳業株式会社に入社。その後、オエノンホールディングス株式会社に入社し、国際部長、経営企画室長、取締役、常務取締役等を歴任。2001年、同社代表取締役社長に就任。2016年、同社代表取締役会長に就任。現在に至る。

## 略歴
- 1968年、上智大学法学部卒業後、同年7月、雪印乳業株式会社入社
- 1996年、オエノンホールディングス株式会社国際部長
- 1997年、同社経営企画室長
- 1997年、同社取締役 ワイン事業グループ副担当
- 1998年、同社常務取締役
- 2001年、同社代表取締役社長 経営企画室担当
- 2016年、同社代表取締役会長